# Палеобалкански езици
Палеобалкански езици – наименование на индоевропейските езици, говорени от населението на Балканския полуостров до завоюването му от римляните и известно време след това.
Палеобалканските езици се делят на следните генетични групи:
- трако-дакийски
  - дакийски език
  - тракийски език
- илиро-месапски (илирийски)
  - илирийски език – в западния Балкански полуостров като албански език
  - либурнийски език – Либурния
  - месапийски език – език на преселниците от Балкана, живеещи в Италия
- гръцко-тракийски-арменски
  - гръцка подгрупа
    - протогръцки език
    - старогръцки език †
    - древномакедонски език † – близък до фригийски език
    - новогръцки език
      - кипърски език
      - понтийски език
      - румейски език

    - цаконски език – потомци на западните (дорически) диалекти на древногръцкия език

  - тракийско-арменска подгрупа
    - пеонийски език † – език на пеонийците, на юг от р. Дунав в Пеония
    - грабар – (древноарменски език) † (Армения)
      - средноарменски език
        - западноарменски език
        - изочноарменски език

    - Фригийски език † – древното царство Фригия в ценъра на Мала Азия. По Херодот (7.73) те произлизат от Балкана, откъдето тракийското племе Бриги се преселва в Мала Азия по море, вероятно през XIV – XIII век пр.н.е. По Омир по време на Троянската война.
- пеласгийски език или лемноски език – (спорен статус: пеласгите са траките; или са тирените (етруските)
- венетски език – Венето и Словения, между р. По и Алпите